# Connexxion
Connexxion ist ein niederländisches Verkehrsunternehmen, das Buslinien im öffentlichen Personennahverkehr betreibt. Daneben ist Connexxion auch im Taxi- und Reisebusverkehr sowie im Behindertentransport tätig und betreibt mehrere Krankenwagen.
Entstanden ist Connexxion im Mai 1999 durch Fusion von verschiedenen kommunalen und staatlichen Verkehrsbetrieben. Am 30. Juni 2007 wurden 66 Prozent der Anteile an Connexxion an die französische Transdev verkauft, die restlichen Anteile blieben noch fünf Jahre unter niederländischer Verwaltung. Der Jahresumsatz von Connexxion beträgt 1,1 Milliarden Euro. Das Unternehmen hat etwa 13.500 Beschäftigte.

## Verkehrsgebiet

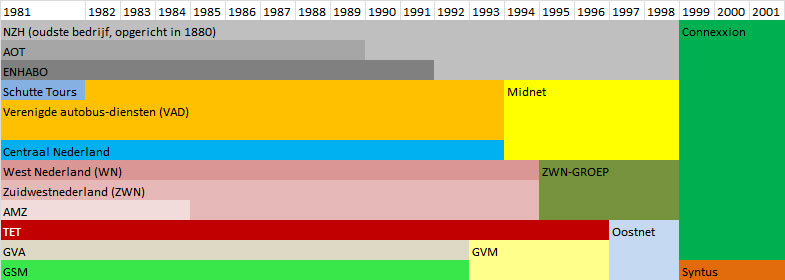
Entwicklung der Verkehrsbetriebe 1991–2001

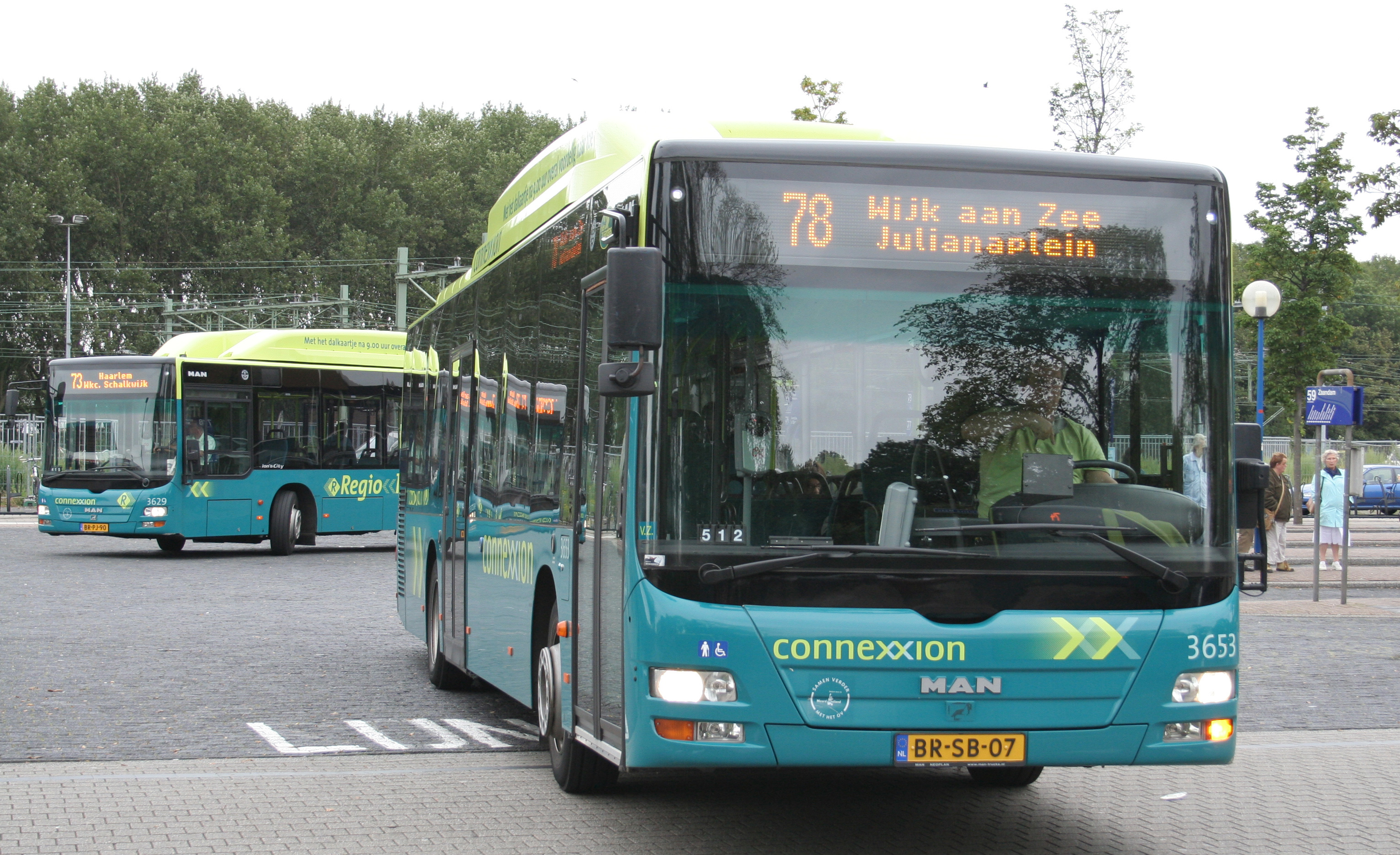
MAN-Gasbusse von Connexxion in Beverwijk

Connexxion zählt zu den wenigen bedeutenden Verkehrsunternehmen in den Niederlanden. Das Unternehmen betreibt Linienverkehr mit Omnibussen in folgenden Regionen:
- Noord-Holland einschließlich der Insel Texel, ehemals Noord-Zuid-Hollandsche Vervoer Maatschappij (NZH)
- Flevoland, ehemals N.V. Verenigde Autobus Diensten (VAD) / Midnet
- Utrecht, ehemals Centraal Nederland (CN)
- Zeeland, ehemals N.V. Streekvervoer Zuid-West-Nederland (ZWN)
- Voorne-Putten

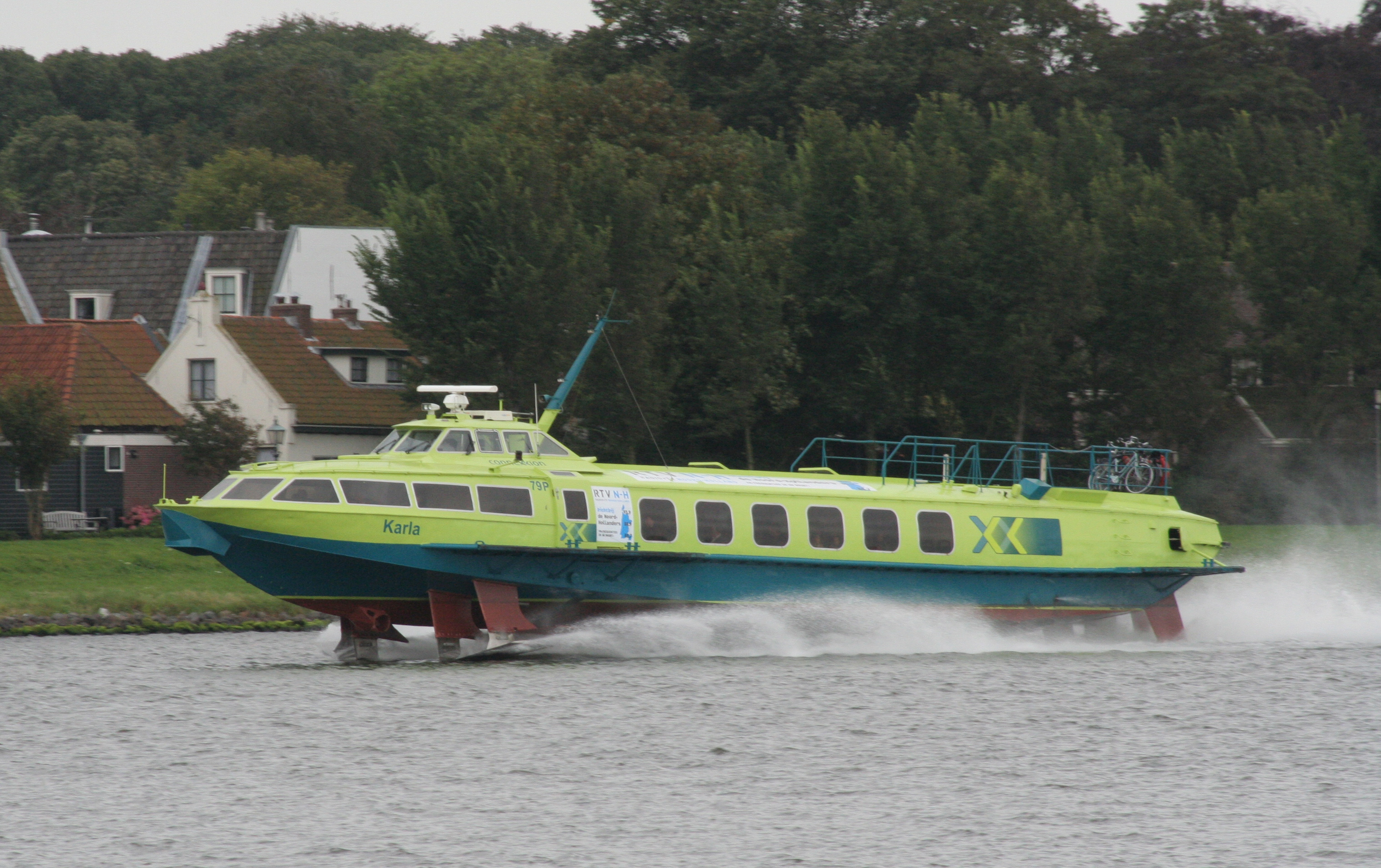
Tragflügelboot der Fast Flying Ferries

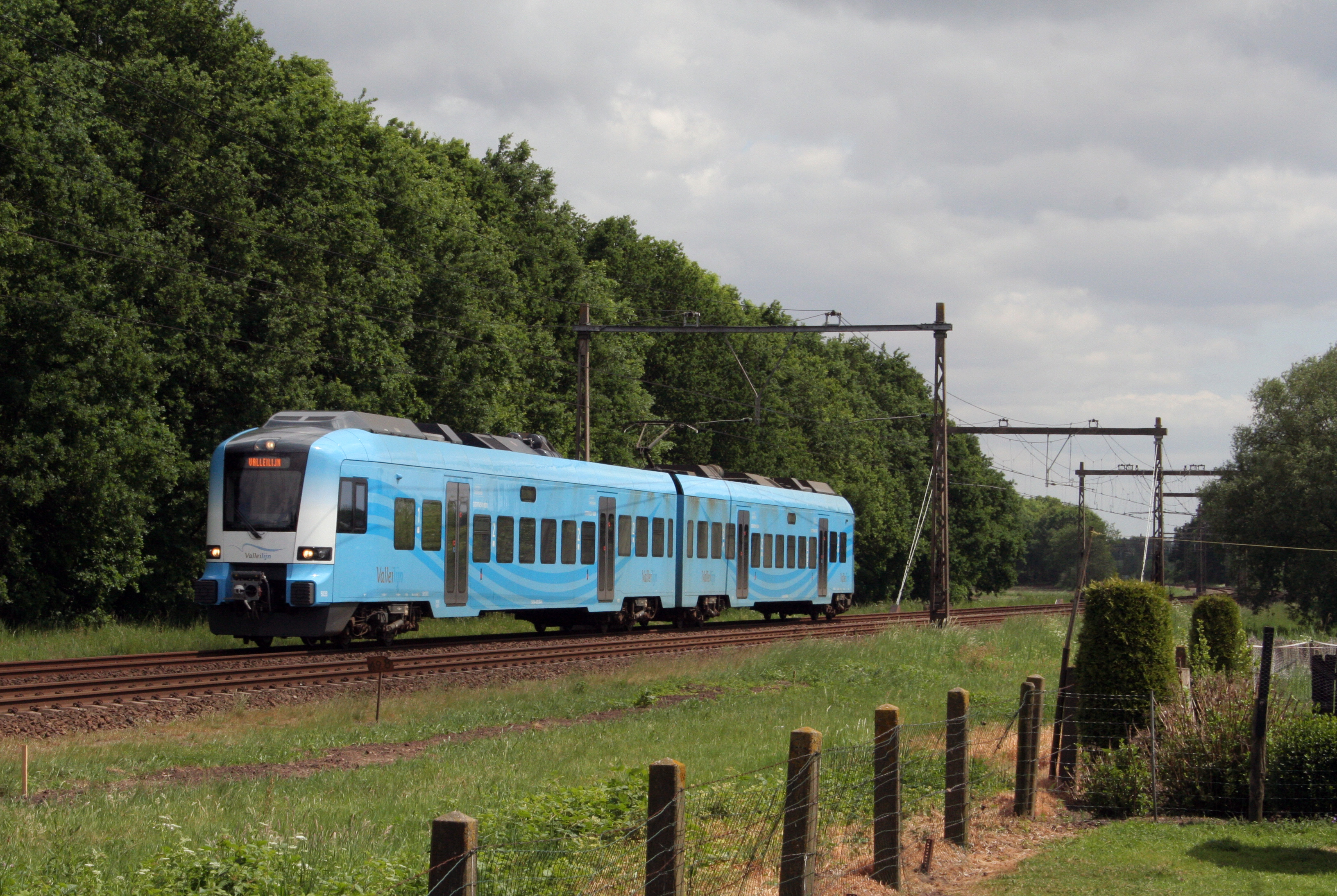
Zug der Eisenbahnlinie Valleilijn

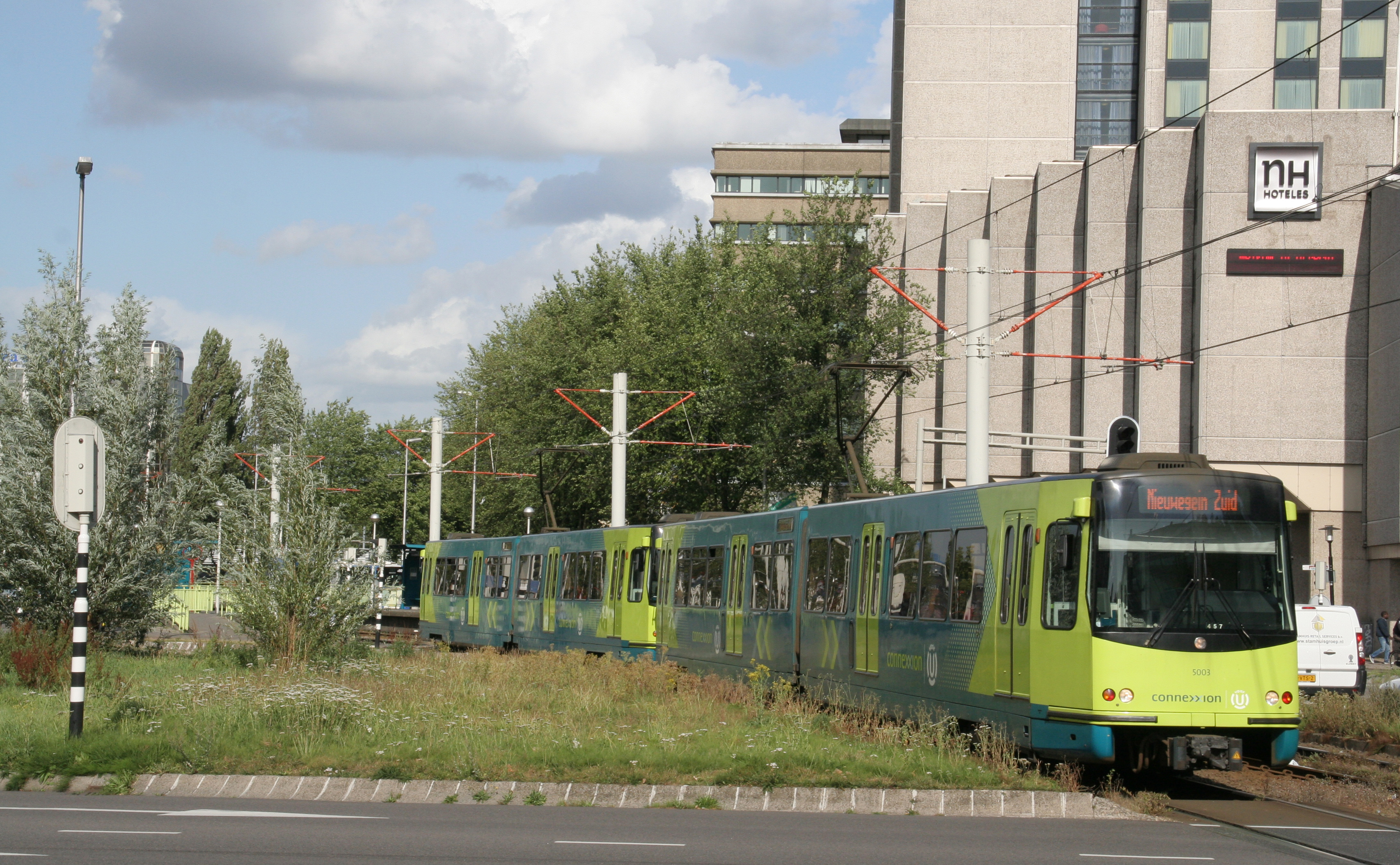
Die Utrechtse sneltram (Stadtbahn), von 2009 bis 2013 von Connexxion betrieben

Darüber hinaus betreibt Connexxion die Eisenbahnlinie Valleilijn Amersfoort–Ede–Wageningen, auf der unter anderem der von der FTD Fahrzeugtechnik Dessau konstruierte und gebaute Regionalzug PROTOS eingesetzt wird.
Das Unternehmen betreibt zudem den vollautomatischen People Mover ParkShuttle zwischen der Rotterdamer Metrostation Kralingse Zoom und dem Gewerbegebiet Rivium in Capelle aan den IJssel. Dieses Verkehrsmittel ist allerdings aufgrund diverser Probleme seit längerem außer Betrieb.
Ab 1998 betrieb das Unternehmen die Fast Flying Ferry zwischen Amsterdam und IJmuiden, die Ende 2013 eingestellt wurde.

## Beteiligungen
Connexxion ist zu 100 % Eigentümer des Verkehrsunternehmens Hermes, das den Busverkehr in der Provinz Limburg übernommen hatte sowie in den Regionen Eindhoven und Helmond unter dem Markennamen „Bravo“ betreibt.

Seit Januar 2007 gehören die kommunalen Verkehrsbetriebe GVU aus Utrecht und Novio aus Arnhem und Nijmegen („breng“) vollständig zu Connexxion.
Das Unternehmen besaß ein Drittel der Anteile am Verkehrsbetrieb Syntus. Diese wurden im September 2007 an die NS und das französische Unternehmen Keolis verkauft, die bereits Miteigentümer bei Syntus waren. Deren Name lautet seit 2017 Keolis Nederland.